# Erannis bistriata
Erannis bistriata là một loài bướm đêm trong họ Geometridae.